# Sebastian Fichslin
Sebastian Fichslin, auch Sebastian Fixlin bzw. Sebastian Füchslin (geb. vor 1715; gest. nach 1719) war ein deutscher Orgelbauer in Sulzburg, von dem Werke zwischen 1715 und ca. 1719 nachgewiesen sind.

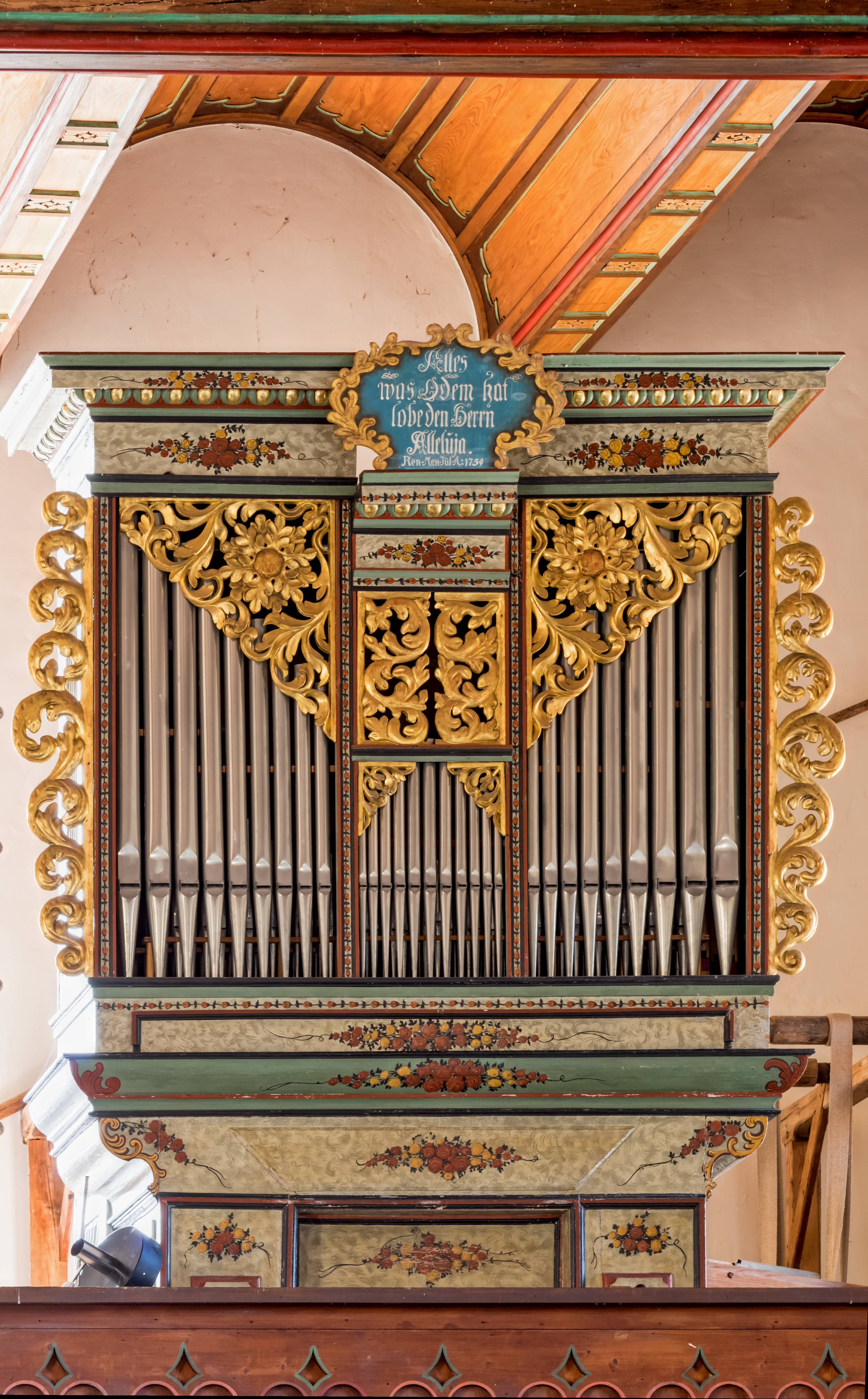
Orgel in St. Ilgen

## Leben
Bis etwa 1750 waren im Markgräflerland fast nur zugewanderte Orgelmacher tätig, etwa aus dem Elsass und der Schweiz. Eine Ausnahme stellte Sebastian Fichslin in Sulzburg dar. Er hatte einen kleinen Wirkungskreis und lieferte auch nur kleine Orgeln, weil sich die Kirchengemeinden im Markgräflerland, das von Dreißigjährigem Krieg und Pfälzischem und Spanischem Erbfolgekrieg stark betroffen worden war, in dieser Zeit keine teuren Instrumente leisten konnten. Nach „unsicheren Quellen“ soll er um 1727 hochbetagt gestorben sein.

## Werk
Orgelwerke von Sebastian Fichslin sind nicht erhalten. Sie scheinen nicht von hoher Qualität gewesen zu sein. An der für St. Martin in Staufen im Breisgau aufgrund eines Vertrages von 1715 hergestellten Orgel mussten in der Folge immer wieder Reparaturen durchgeführt werden.
Erhalten ist aber das Gehäuse der Orgel, die er etwa 1719 für die Kirche St. Cyriak (Sulzburg) geliefert hat. Diese Orgel wurde allerdings bereits 1759 (eventuell durch Johann Hug) umgebaut. Der Mittelteil des Gehäuses wurde abgesenkt und mit einer Kartusche verziert, die die Inschrift trägt: „Alles / was Odem hat / lobe den Herrn / Alleluja. / Ren. Men. Jul. 1759“. In diesem Zustand ist das Gehäuse als eines der ältesten in Baden bis heute erhalten.

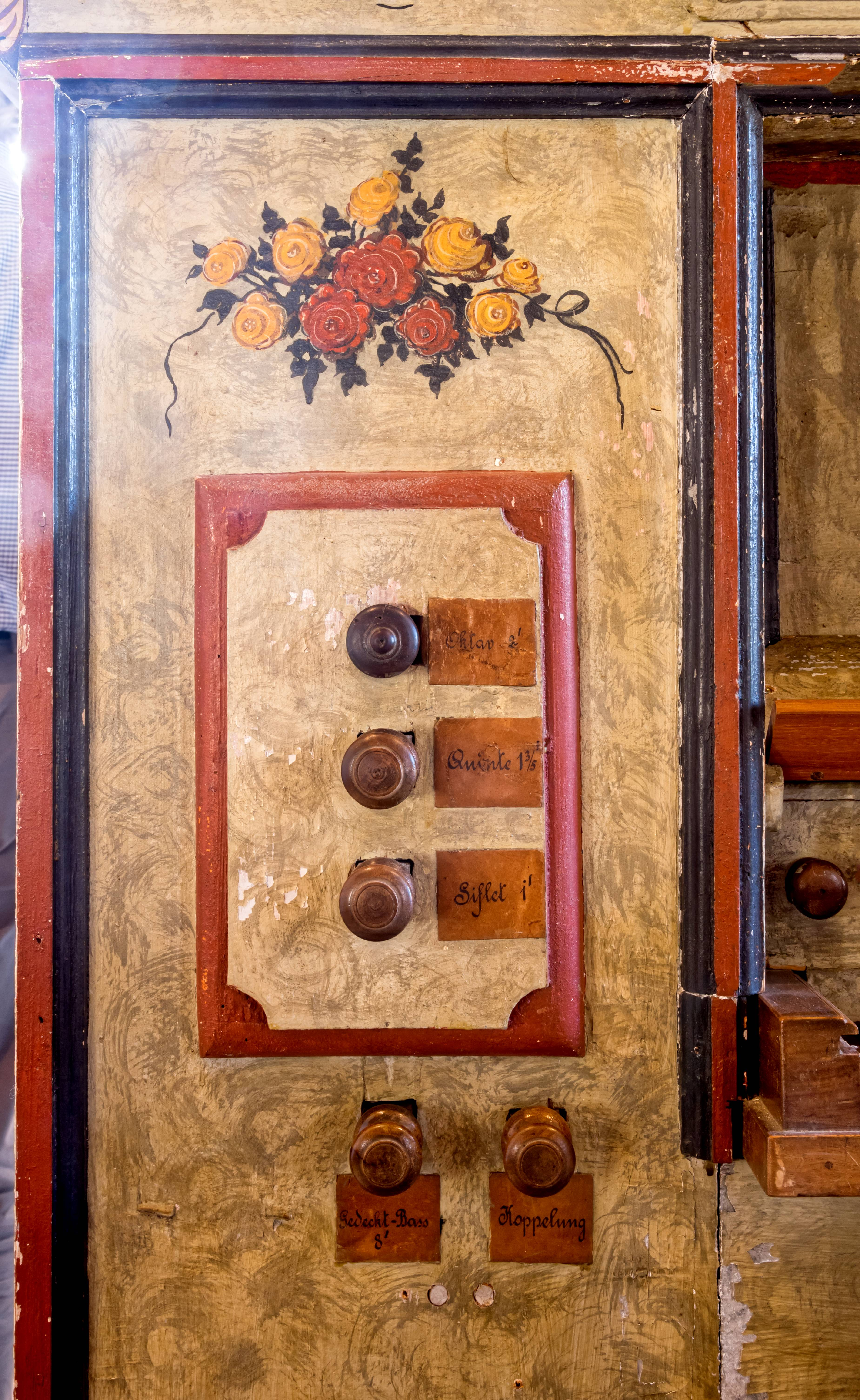
Registerzüge
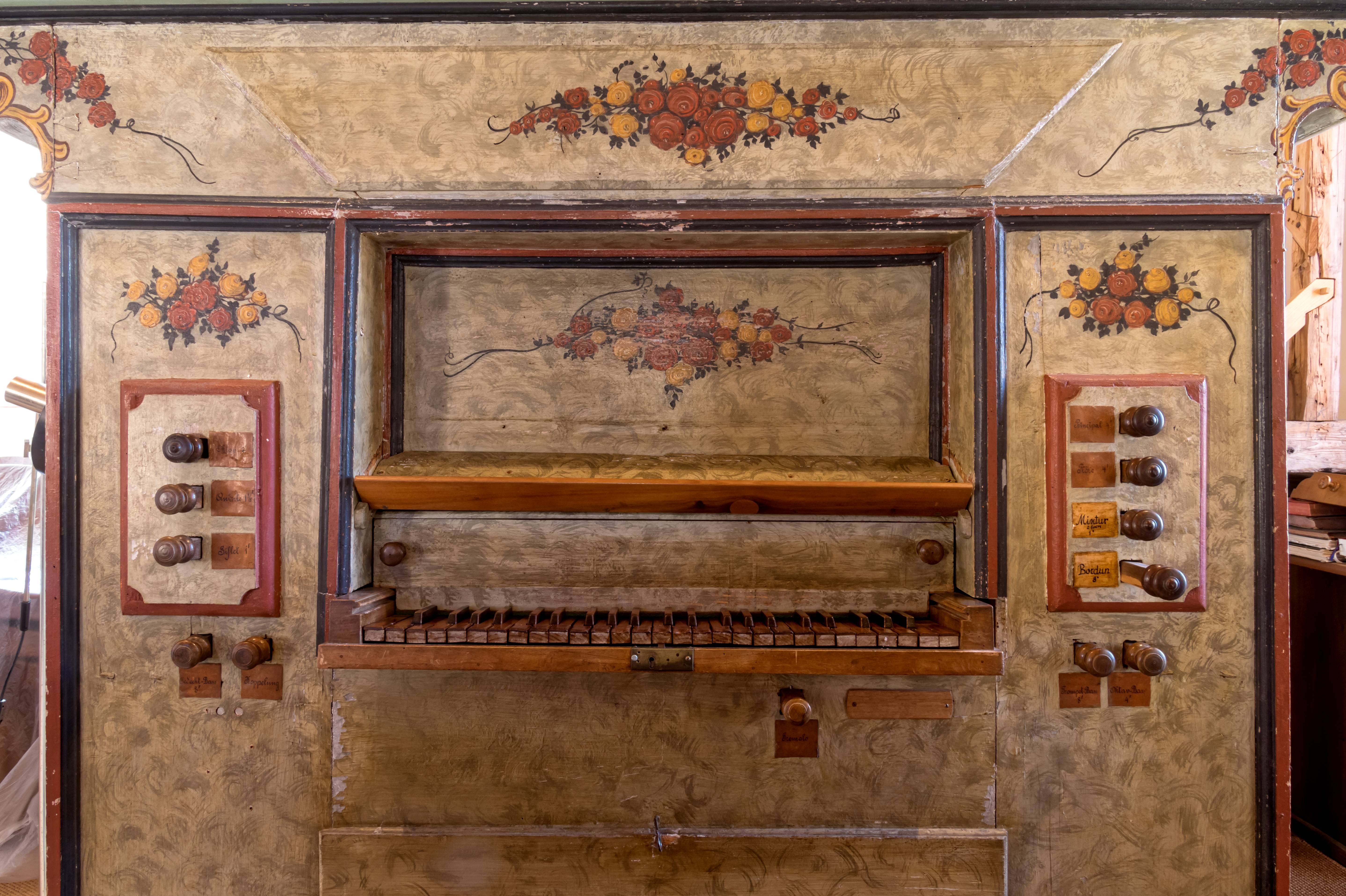
Der Spieltisch mit den Registerzügen
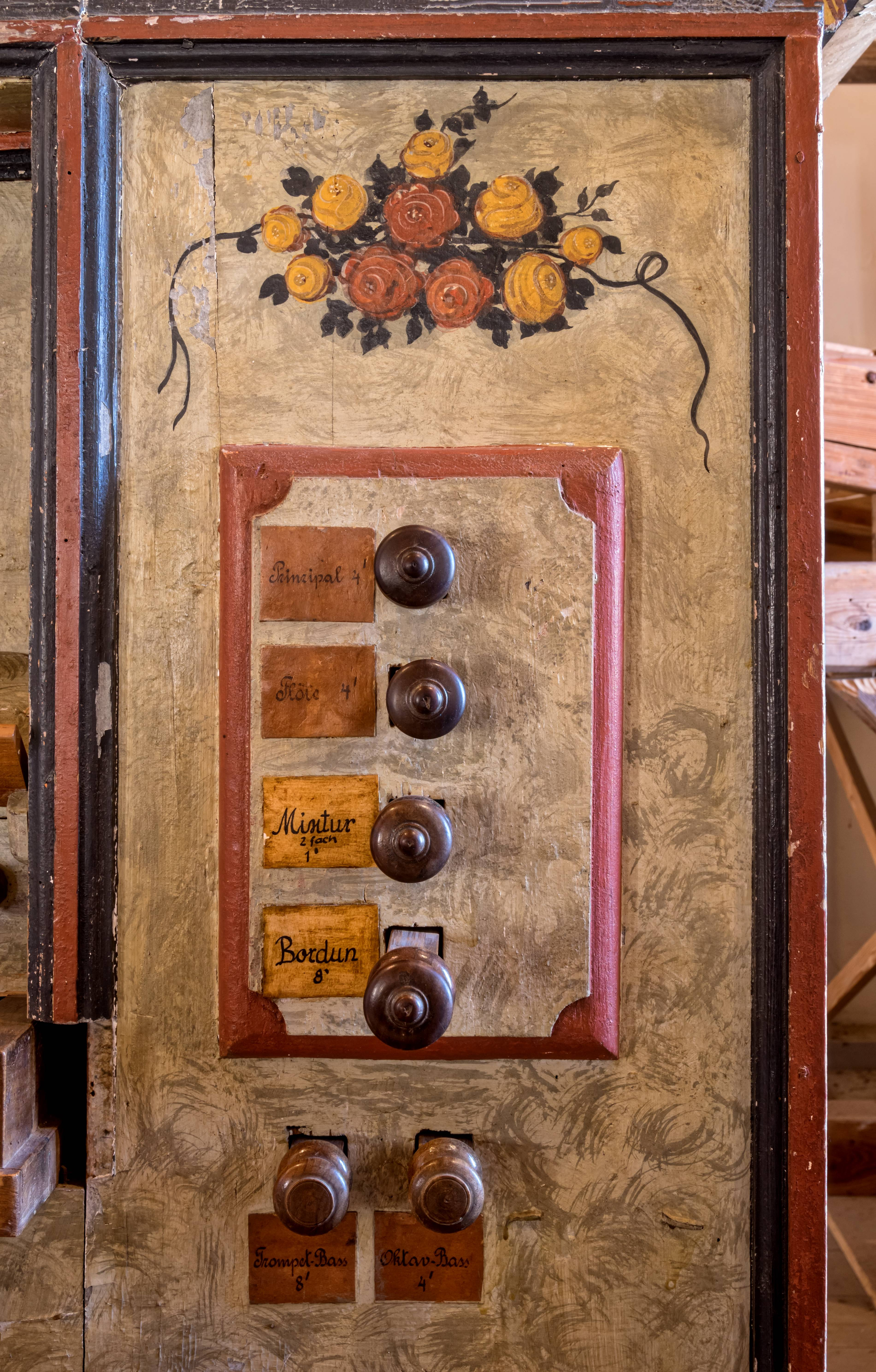
Registerzüge
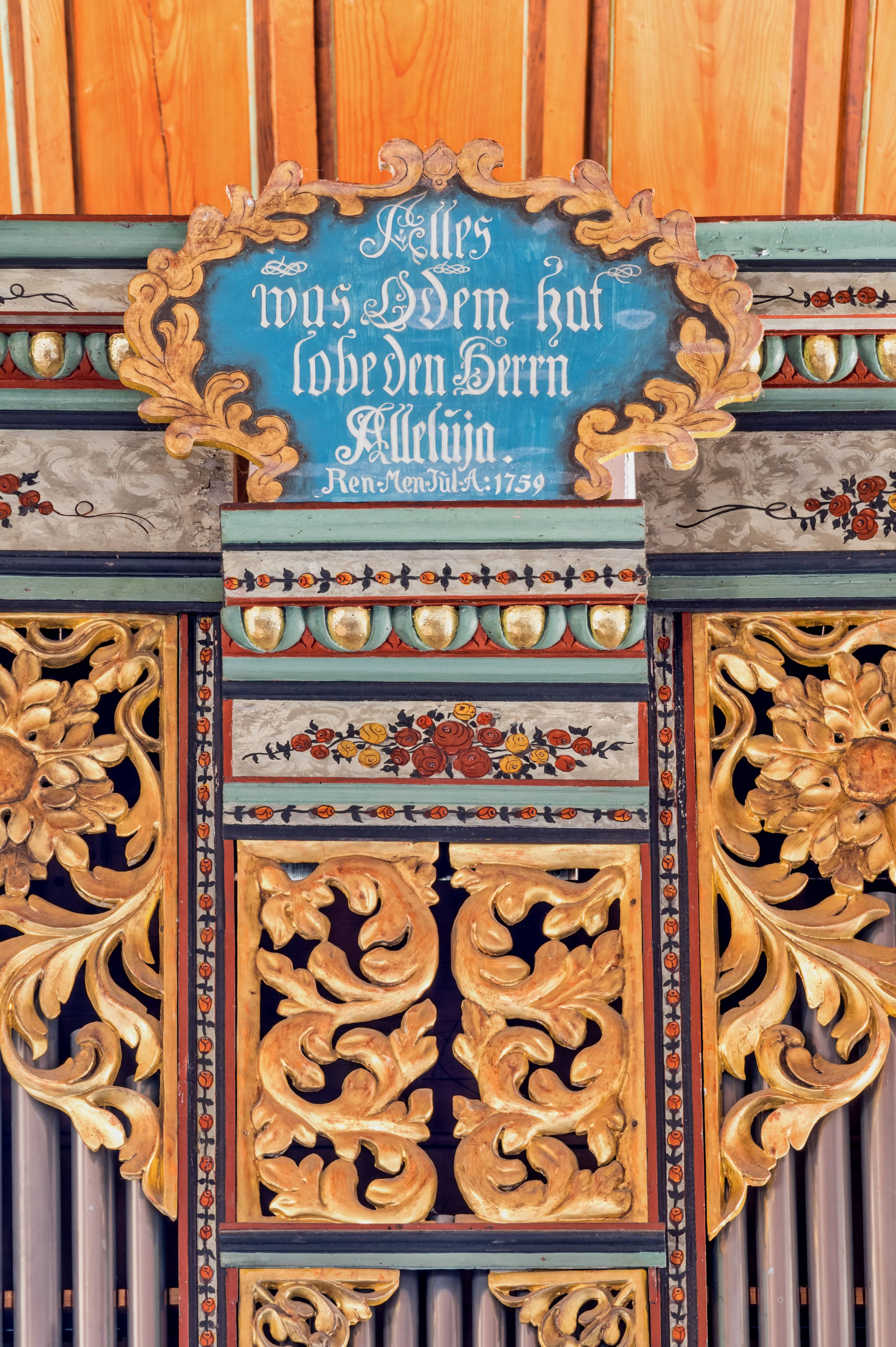
Kartusche

In das Gehäuse von Sebastian Fichslin hat Xaver Bernauer 1800 ein neues Orgelwerk eingebaut, eines der beiden, die von diesem Meister erhalten sind. Das Instrument befindet sich heute in der Kirche St. Ägidius (St. Ilgen (Sulzburg))
| Jahr     | Ort                         | Kirche     | Bild | Manuale | Register | Bemerkungen                                            |
| -------- | --------------------------- | ---------- | ---- | ------- | -------- | ------------------------------------------------------ |
| 1715     | Staufen im Breisgau         | St. Martin |      |         | 6        | Vertrag vom 12. Juli 1715, nicht erhalten              |
| 1717/19  | Müllheim im Markgräflerland |            |      |         |          | Nicht erhalten                                         |
| ca. 1719 | Sulzburg                    | St. Cyriak |      |         |          | Gehäuse in St. Ägidius, St. Ilgen (Sulzburg), erhalten |